# Busbud
Busbud é um site de viagens especializado em passagens de ônibus intermunicipais .
Busbud oferece passagens de ônibus na América do Norte, América do Sul, Europa, África e Sudeste Asiático. Busbud é o site de reservas de viagens de ônibus com a maior cobertura. Em parceria com mais de 4.500 empresas de ônibus, fornece mecanismo de pesquisa e plataforma de reservas através do seu site e aplicativo móvel. Busbud disponibiliza passagens de ônibus para mais de 21.000 destinos diferentes e mais de 3,8 milhões de rotas em 84 países.

## Empresa

### História
A Busbud foi fundada depois que o CEO e co-fundador, LP Maurice, fez um mochilão em 2011 na América do Sul. Ele enfrentou muitas dificuldades para encontrar e reservar passagens de ônibus interurbanos confiáveis em todo o continente e começou a elaborar um plano de negócios durante uma viagem de 10 horas de ônibus na Argentina. Ele então voltou para Montreal, no Canadá, e fundou a Busbud com amigos de longa data, Michael Gradek (CTO e ex-funcionário da Microsoft) e Frederic Thouin (CAO). A empresa atua como revendedora, e também fornece suporte aos clientes para as passagens de ônibus vendidas no seu site.

### Rodadas de investimento e conselho consultivo
Apoiado por venture capital e investidores anjos, Busbud tem um conselho consultivo formado pelo Membro do Conselho da Expedia e sócio-gerente da InterMedia Partners, Peter Kern; VP de SEO do TripAdvisor, Luc Levesque; CEO da startup de viagens Luxury Retreats, Joe Poulin, e o fundador da Orleans Express, Sylvain Langis.
Em maio de 2013, Busbud concluiu uma rodada de investimento semente de $ 1,2 milhão de dólares americanos, que foi co-liderado pelos fundos canadenses Inovia Capital e Real Ventures.
Em julho de 2014, Busbud recebeu outra rodada de financiamento de $ 9 milhões de dólares americanos, co-liderada pela OMERS Ventures e pela Revolution Ventures. Os planos da Busbud incluíam o crescimento de sua equipe interna, a ampliação da cobertura de rotas internacionais e o desenvolvimento de uma versão aprimorada do aplicativo para dispositivos móveis iOS e Android.
Em janeiro de 2018, Busbud anunciou uma rodada de financiamento Série B de $ 11 milhões de dólares, liderada pela iNovia Capital e que incluiu novos investidores da Teralys, Claridge e Plaza Ventures, bem como a Real Ventures. O capital será usado para impulsionar o desenvolvimento de tecnologia, aumentar ainda mais a equipe e acelerar a expansão geográfica.

## Produto e funcionalidades
Busbud atende a viajantes locais e internacionais, oferecendo passagens de ônibus interurbanos para rotas em 80 países. A plataforma Busbud está disponível na Web para desktop e dispositivos móveis, e por meio do seu aplicativo para smartphones, disponível em iOS através da Apple Store e Android por meio da Google Play Store. O aplicativo para iOS foi lançado em abril de 2015  e o aplicativo para Android foi lançado em junho de 2015.
Em janeiro de 2017, Busbud adicionou seis novas moedas na sua plataforma, elevando para 30 o número total de moedas disponíveis para processamento de pagamento.
Em fevereiro de 2017, a ferramenta Apple Pay foi disponibilizada nas plataformas móveis e de desktop da Busbud. Após o sucesso da Apple Pay, a Busbud também passou a oferecer o Google Pay em 2019, permitindo que os usuários comprassem passagens de ônibus intermunicipais usando os seus métodos de pagamento favoritos em 80 países.
Em janeiro de 2018, rotas de ônibus interconectadas foram lançadas nas plataformas Busbud, permitindo que os viajantes encontrassem e reservassem itinerários com várias conexões de ônibus de diferentes operadoras. Essa ferramenta permite que os viajantes combinem diferentes rotas e operadores, aumentando ainda mais a oferta de rotas de ônibus.
Em abril de 2018, as avaliações dos viajantes foram implementadas  para 3,8 milhões de rotas. Para qualquer destino coberto pela Busbud, é possível navegar por avaliações e classificações de outros clientes da Busbud que tenham viajado na mesma rota.

## Cobertura global
Busbud possui a cobertura mais extensa de rotas de ônibus do mundo. Eles têm cobertura em 80 países e estão se expandindo ativamente para novos territórios.
Em 2014, a Busbud fez uma parceria com a Greyhound, o maior provedor norte-americano de transporte de ônibus intermunicipais. .
Um ano depois, em 2015, Busbud se associou à Flixbus, a principal empresa de ônibus da Europa. Seguiu-se uma expansão na América do Sul com parcerias com empresas de ônibus na Argentina, Chile, Paraguai, Peru, Colômbia, Uruguai e Bolívia.
Em 2017, Busbud expandiu para uma nova região, adicionando operadores rodoviários no Sudeste Asiático com rotas na Tailândia, Camboja, Laos e Vietnã.
Em 2018, Busbud expandiu a sua presença no continente africano, com parcerias com empresas de ônibus locais na África do Sul, Namíbia, Botswana, Zimbábue, Zâmbia, Malawi e Moçambique. No mesmo ano, Busbud expandiu a sua presença em Portugal em parceria com a empresa líder de ônibus regional, aumentando ainda mais sua já extensa cobertura na Europa.
Em agosto de 2018, Busbud integrou uma das maiores empresas de ônibus do mundo, a Autobuses de Oriente (ADO), que opera rotas no México. Pela primeira vez, turistas e viajantes podem comprar as suas passagens de ônibus da ADO na sua moeda e idioma locais, usando o seu método de pagamento preferido. Busbud foi a primeira plataforma internacional de reservas de ônibus a oferecer isso para o mercado.
Em novembro de 2018, Busbud adquiriu a Clickbus Turkey, a empresa que possui e opera o website Neredennereye.com . Esta aquisição expandiu a cobertura de rotas da Busbud na Turquia.